# La Conquista
La Conquista är en kommun (municipio) i Nicaragua med 4 008 invånare. Den ligger i den sydvästra delen av landet i departementet Carazo. Under fastan vallfärdar människor till La Conquista för att fira Jesus av Esquipulas./

## Geografi
La Conquista gränsar till kommunerna Jinotepe i väster och Santa Teresa i öster. Kommunen har inga större tätorter och kommunens centralort La Conquista har endast 822 invånare (2005).

## Historia
Vid den spanska erövringen av Nicaragua i början på 1500-talet var La Conquista den sista tillflyktsorten för indianledaren Diriangén. Genom en utbrytning ur Santa Teresa blev La Conquista en egen kommun år 1899.

## Religion
La Conquista är en viktig pilgrimsort och under fastan vallfärdar folk från hela Nicaragua för att besöka La Petita där Jesus av Esquipulas uppenbarat sig, och där vattnet anses ha mirakelegenskaper.